# Francesco D’Aniello
Francesco D’Aniello (ur. 21 marca 1969 w Nettuno) – włoski zawodnik w strzelectwie specjalizujący się w konkurencji trap podwójny.
Na letnich igrzyskach w Pekinie, Francesco zdobył srebrny medal ustępując jedynie Amerykaninowi Waltonowi Ellerowi.
Jest również trzykrotnym mistrzem świata (dwukrotnie indywidualnie i raz drużynowo) oraz mistrzem Europy.